# Derthona Foot Ball Club 1928-1929
Questa pagina raccoglie le informazioni riguardanti il Derthona Foot Ball Club nelle competizioni ufficiali della stagione 1928-1929.

## Stagione
Nella stagione 1928-1929 il Derthona ha disputato il girone B del campionato di Prima Divisione Nord piazzandosi in quarta posizione con 28 punti.

## Rosa
| N. |                   | Ruolo | Calciatore        |
| -- | ----------------- | ----- | ----------------- |
|    | Italia (bandiera) | P     | Giovanni Caviglia |
|    | Italia (bandiera) | P     | Pietro Vaccari    |
|    | Italia (bandiera) | D     | Mario Bruno       |
|    | Italia (bandiera) | D     | Giovanni Gastaldi |
|    | Italia (bandiera) | D     | Armando Poggi     |
|    | Italia (bandiera) | D     | Giovanni Renati   |
|    | Italia (bandiera) | D     | Pietro Rolando    |
|    | Italia (bandiera) | C     | Marziano Barbieri |

| N. |                   | Ruolo | Calciatore           |
| -- | ----------------- | ----- | -------------------- |
|    | Italia (bandiera) | C     | Pietro Bonelli       |
|    | Italia (bandiera) | C     | Pietro Ferrari       |
|    | Italia (bandiera) | C     | Guido Gaviglio       |
|    | Italia (bandiera) | A     | Giovanni Chiesa      |
|    | Italia (bandiera) | A     | Ferdinando Narizzano |
|    | Italia (bandiera) | A     | Mario Piccinini      |
|    | Italia (bandiera) | A     | Guido Rossi          |
|    | Italia (bandiera) | A     | Pietro Taverna       |